# Geraldia recessata
Geraldia recessata là một loài ruồi trong họ Tachinidae.